# Torcuato Fernández-Miranda
Torcuato Fernández-Miranda y Hevia (ur. 10 listopada 1915 w Gijón, zm. 18 czerwca 1980 w Londynie) – hiszpański polityk, uczestnik wojny domowej w randze porucznika, profesor prawa politycznego na Uniwersytecie Complutense w Madrycie, pracownik Uniwersytetu w Oviedo (1947−1951) i jego rektor (1951−1953), sekretarz generalny Ruchu Narodowego (1969−1974), opiekun i nauczyciel księcia Jana Karola (1970−1975), wicepremier w rządzie Luisa Carrero Blanco (1973) i tymczasowy premier po jego zabójstwie (1973), po koronacji Jana Karola najbliższy współpracownik króla w pokojowej transformacji demokratycznej, przewodniczący parlamentu (1975−1977) i Rady Królestwa, doprowadził do mianowania premierem Adolfo Suáreza, zrezygnował z życia publicznego w 1977 roku.